# Disinformation Governance Board
La Disinformation Governance Board (DGB, «Junta de Gobernanza de la Desinformación») fue una junta asesora del Departamento de Seguridad Nacional de los Estados Unidos (DHS), anunciada el 27 de abril de 2022. La función declarada de la junta es proteger la seguridad nacional mediante la difusión de orientación a las agencias del DHS sobre cómo combatir la información falsa y desinformación extranjeras. Las áreas problemáticas específicas mencionadas por el DHS incluyen información falsa propagada por traficantes de personas que alientan a los migrantes a llegar a la frontera entre Estados Unidos y México, así como la desinformación del estado ruso sobre la interferencia electoral y la invasión rusa de Ucrania de 2022. El 18 de mayo, la junta y sus grupos de trabajo fueron «pausados» pendientes de revisión, y la directora de la junta, Nina Jankowicz, renunció, como resultado de la reacción negativa del público, principalmente de la derecha política estadounidense.

## Antecedentes
La Disinformation Governance Board fue anunciada y revelada al público por el DHS el 27 de abril de 2022, durante una audiencia sobre el presupuesto de 2023 ante el Subcomité de Asignaciones de Seguridad Nacional de la Cámara de Representantes de los Estados Unidos. La junta había comenzado a operar dos meses antes del anuncio. El DHS había decidido formar la junta en 2021 después de realizar una investigación que recomendaba crear un grupo para «revisar cuestiones de privacidad y libertad civil para el contenido en línea». La secretaria de prensa de la Casa Blanca, Jen Psaki, dijo que la junta es la «continuación del trabajo que comenzó en el DHS en 2020 bajo el expresidente Trump». La Agencia de Ciberseguridad y Seguridad de Infraestructura (CISA) ha abordado previamente la propagación de lo que denominaron «información errónea, desinformada y maliciosa», así como abordar la desinformación rusa como parte de sus esfuerzos de seguridad electoral en 2020. El director de CISA, Christopher Krebs, fue despedido por el presidente Trump en noviembre de 2020 por refutar las afirmaciones sin pruebas de fraude electoral de Trump.
Después de que se anunció la junta, Nina Jankowicz fue nombrada directora ejecutiva. Anteriormente fue becaria en el Centro Wilson, asesoró al Ministerio de Relaciones Exteriores de Ucrania como parte de la Beca de Política Pública Fulbright, supervisó los programas de Rusia y Bielorrusia en el Instituto Nacional Democrático y escribió el libro How to Lose the Information War: Russia, Fake News, and the Future of Conflict. Robert P. Silvers y Jennifer Daskal también fueron nombrados para ocupar puestos de liderazgo en la junta. El 18 de mayo, Jankowicz renunció a su cargo de directora ejecutiva.

## Función
Alejandro Mayorkas, el Secretario de Seguridad Nacional, declaró que la junta no tendría autoridad o capacidad operativa, pero recopilaría buenas prácticas para difundirlas entre las organizaciones del DHS que ya tienen la tarea de defenderse contra las amenazas de desinformación, y afirmó que la junta no monitorearía a los ciudadanos estadounidenses. John Cohen, exjefe interino de la rama de inteligencia del DHS, dijo que la junta estudiaría las cuestiones de política, las mejores prácticas y la investigación académica sobre la desinformación, y luego enviaría una guía al secretario del DHS sobre cómo las diferentes agencias del DHS deberían realizar análisis de contenido en línea.
El 2 de mayo de 2022, el DHS emitió un comunicado que decía que la junta monitorearía la desinformación difundida por «Estados extranjeros como Rusia, China e Irán» y «organizaciones criminales transnacionales y organizaciones de tráfico de personas», y la desinformación difundida durante desastres naturales. (enumerando como ejemplo la información errónea difundida sobre la seguridad del agua potable durante el huracán Sandy). El DHS agregó que «el Departamento está profundamente comprometido a hacer todo su trabajo de una manera que proteja la libertad de expresión, los derechos civiles, las libertades civiles y la privacidad de los estadounidenses».
El 9 de mayo, la DGB anunció que entregaría informes trimestrales al Congreso de los Estados Unidos.

## Recepción
Associated Press señaló que la «poca información creíble sobre la nueva Junta de Gobernanza de la Desinformación» la convirtió en «un blanco instantáneo de críticas», lo que llevó a una «implementación fallida« y un «comienzo difícil» para la junta. The Washington Post describió a la junta como víctima de «un claro ejemplo de una campaña de desinformación» sobre su misión, a la que no respondió adecuadamente.
Legisladores republicanos y expertos criticaron rápidamente a la junta después de su anuncio, y algunos pidieron que se disolviera. El senador Josh Hawley (R-MO) opinó que «Seguridad Nacional ha decidido hacer de la vigilancia del discurso de los estadounidenses su máxima prioridad». El senador Mitt Romney (R-UT) calificó a la junta como una «idea terrible» que «comunica al mundo que vamos a difundir propaganda en nuestro propio país», argumentando que debería disolverse. Algunos críticos, incluido el gobernador de Florida Ron DeSantis y la exrepresentante demócrata de Hawái Tulsi Gabbard, compararon la junta con el Ministerio de la Verdad, un departamento gubernamental ficticio en la novela distópica de George Orwell 1984. «Ministerio de la Verdad» fue tendencia en Twitter durante varias horas después del anuncio. El comisionado republicano de la Comisión Federal de Comunicaciones, Brendan Carr, llamó a la junta «orwelliana», «antiestadounidense» e «inconstitucional». Los representantes Mike Turner (R-OH) y John Katko (R-NY) escribieron que «Dada la falta total de información sobre esta nueva iniciativa y las posibles consecuencias graves de que una entidad gubernamental identifique y responda a la 'desinformación', tenemos serias preocupaciones sobre las actividades de esta nueva Junta».
Republicanos y conservadores también criticaron el nombramiento de Jankowicz como jefa de la junta, citando su apoyo anterior a demócratas, su respuesta negativa a la adquisición de Twitter por parte de Elon Musk y su escepticismo sobre la procedencia de la computadora portátil de Hunter Biden; Jankowicz había dicho anteriormente que «deberíamos ver [la computadora portátil] como un producto de la campaña de Trump». The Washington Examiner criticó a Jankowicz debido a su elogio de Christopher Steele (autor del controvertido dossier Steele, que el Examiner consideró «desacreditado») por sus puntos de vista sobre la desinformación durante un pódcast de agosto de 2020. Escribiendo para National Review, Jim Geraghty elogió el potencial declarado de la junta para disipar información difundida por traficantes de personas, así como para monitorear mensajes de grupos terroristas y extremistas, pero se opuso al nombramiento de Jankowicz. En una conferencia de prensa, Jen Psaki defendió el nombramiento de Jankowicz en la junta, calificándola de «experta en desinformación en línea... una persona con amplias calificaciones».
El secretario de Seguridad Nacional, Alejandro Mayorkas, reconoció más tarde que su departamento podría haber hecho un mejor trabajo al comunicar el propósito de la nueva junta, pero afirmó que las críticas de los republicanos eran «precisamente lo contrario» de lo que haría. Afirmó que la junta no tendría autoridad o capacidad operativa y no monitorearía a los ciudadanos estadounidenses. El 3 de mayo de 2022, Mayorkas se presentó ante el Subcomité de Seguridad Nacional de Asignaciones del Senado y respondió a las críticas que recibió la junta de los legisladores republicanos. Prometió trabajar para generar una mayor confianza pública en la junta y dijo que «el Departamento de Seguridad Nacional no va a ser la policía de la verdad. Eso es lo más alejado de la verdad. Protegemos la seguridad de la patria».
Otras críticas provinieron de voces progresistas y libertarias civiles; Benjamin Hart, escribiendo para Intelligencer de la revista New York, dijo que «presentar a cualquier miembro del gobierno como árbitro de la verdad en 2022, y mucho menos definir 'desinformación' en un manera con la que más del 40 por ciento de la población estaría de acuerdo, parecía condenado desde el principio». Lev Golinkin, escribiendo en la revista progresiva The Nation, destacó la asociación anterior de Jankowicz con la organización de verificación de hechos StopFake, que es acusada de defender al batallón neonazi ucraniano Batallón Azov y al grupo S14, el último de los cuales es conocido por sus ataques violentos contra el pueblo romaní. El sitio web de noticias progresistas Common Dreams criticó la cobertura de los principales medios de comunicación sobre la junta, diciendo que ignoró las «críticas de izquierda» de la junta y los abusos de derechos humanos en el pasado por parte del DHS y otras agencias bajo el DHS. Joe Lancaster, editor de la revista libertaria Reason, calificó a la junta como una amenaza potencial para la libertad de expresión y también destacó los comentarios de Jankowicz con respecto a la historia de la computadora portátil de Biden. Kevin Goldberg, especialista en la Primera Enmienda en el no partidista Freedom Forum, dijo que era «incorrecto y preocupante» que una agencia gubernamental con poderes de ejecución creada en respuesta a los atentados del 11 de septiembre se involucrara en las decisiones relacionadas con la libertad de expresión.